# 郝洪涛
郝洪涛（1945年11月—），男，甘肃成县人，中华人民共和国政治人物，二级大法官，曾任甘肃省公安厅厅长、党委书记，甘肃省高级人民法院院长、党组书记，第八届全国人大代表。